# Federació Socialista Democràtica

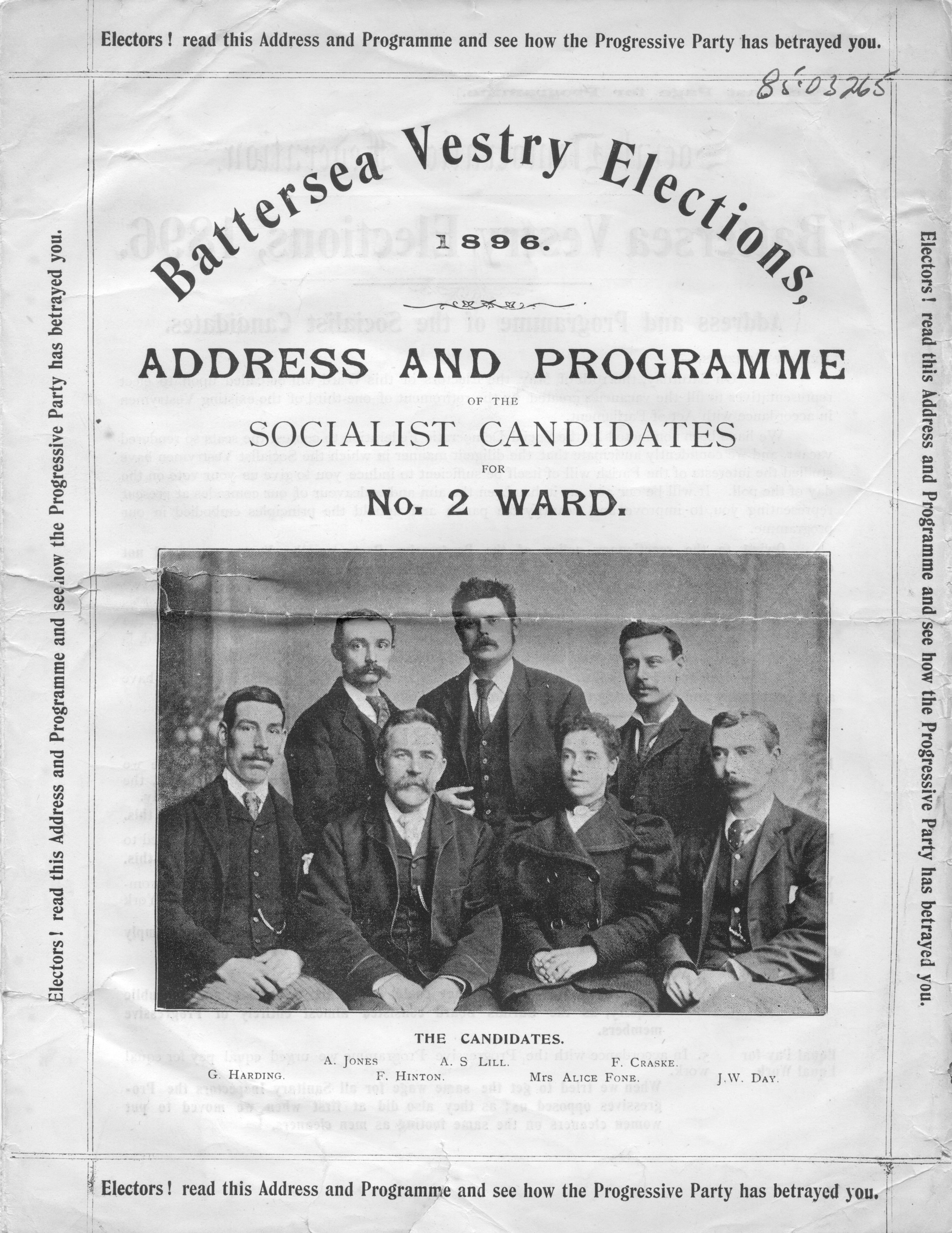
Cartell anunciant el programa de l'organització l'any 1896.

La Federació Socialista Demòcratica o Federació Social Demòcratica (SDF: Social Democratic Federation) es va constituir com el primer partit socialista organitzat de Gran Bretanya el 7 de juny de 1881.
Encapçalada per Henry. M. Hyndman, entre els que es van unir inicialment a les SDF hi havia destacades figures socialisme com William Morris, George Lansbury, James Connolly, Edward Aveling i Eleanor Marx. No hi donà suport, però Friedrich Engels, el company i col·laborador de Karl Marx durant tota la seva vida.
Inicialment s'anomenà Federació Democràtica, fins que el 1884 adoptà un programa explícitament socialista i esdevingué la Federació Social Democràtica. Publicà el periòdic setmanal Justice.
Sota el lideratge de Hyndman, acabalat home de negocis, aviat es visqueren desavinences, i el 1884 la majoria dels seus membres s'enfrontaren a Hyndman, que acusaven d'excessivament dirigista i d'oportunista, i abandonaren el partit, creant la Lliga Socialista (Socialist League), entre ells William Morris, Belfort Bax, Eleanor Marx i Edward Aveling, Però la Lliga tindria poca cohesió i durada i es dissoldria el 1901.
La Federació Socialdemocràtica apostà per la via parlamentària, obtenint resultats residuals el 1885. Tingué un cert protagonisme durant les manifestacions i protestes de 1886 i 1887, però seguí sense obtenir resultats electorals malgrat la seva aposta pel parlamentarisme, cosa que provocà noves escissions de partidaris de prioritzar la lluita dels treballadors per sobre les eleccions, per una banda, i dels que encara consideraven insuficient l'aposta electoral i veien estèril la lluita de masses, que marxaren al Partit Laborista Independent de Keir Hardie.
La SDF va sobreviure escissions a dreta i esquerra fins que la primera dècada del segle xx va reunir-se amb altres grups per fundar el marxista Partit Socialista Britànic (BSP), actiu des del 1911 fins al 1920, en què es fundà el Partit Comunista de la Gran Bretanya.